# The Garden of Allah (film, 1916)
Pour le film Richard Boleslawski, voir Le Jardin d'Allah "The Garden of Allah'.
Pour plus de détails, voir Fiche technique et Distribution.
The Garden of Allah est un film muet américain réalisé par Colin Campbell et sorti en 1916, basé sur le livre Le Jardin d'Allah de Robert Hichens.

## Fiche technique
- Réalisation : Colin Campbell
- Scénario : Gilson Willets, d'après le roman de Robert Hichens
- Assistance réalisation : Alfred E. Green
- Direction artistique : Gabriel Pollock
- Durée : 100 minutes
- Date de sortie : États-Unis : 25 décembre 1916

## Distribution
- Helen Ware : Domini Enfilden
- Tom Santschi : Boris Androvsky
- Will Machin : Capitaine de Trevignac
- Matt Snyder : Comte Anteoni
- Harry Lonsdale : Père Roubier
- Eugenie Besserer : Lady Rens
- James Bradbury Jr.
- Al W. Filson : Lord Rens
- Cecil Holland : Hadj
- Frank Clark : Père Beret
- Billy Jacobs : Enfant
- Pietro Sosso : Batouch
- Camille Astor : Suzanna

## Lieux du tournage
- Californie : le Désert des Mojaves et la mission de Santa Barbara.